# Çeşman
Çeşman är en ort i Azerbajdzjan.   Den ligger i distriktet Lerik Rayonu, i den södra delen av landet, 210 km sydväst om huvudstaden Baku. Çeşman ligger 610 meter över havet och antalet invånare är 237.
Terrängen runt Çeşman är kuperad åt nordost, men åt sydväst är den bergig. Närmaste större samhälle är Lerik, 10,9 km sydost om Çeşman. 
Trakten runt Çeşman består till största delen av jordbruksmark. Runt Çeşman är det ganska tätbefolkat, med 60 invånare per kvadratkilometer.